# Клейменов, Николай Иванович
Николай Иванович Клейменов (18 мая 1926 — 13 января 2004) — учёный в области кормления сельскохозяйственных животных и технологии кормов, академик РАСХН (1993).

## Биография
Родился в селе Горицы (ныне Добровского района Липецкой области). Окончил Всесоюзный сельскохозяйственный институт заочного образования (1953).
В 1949—1952 зоотехник совхозов в Ярославской и Московской областях. В 1952—1954 преподаватель Успенского зоотехнического техникума.
Аспирант ВНИИ животноводства (1954—1957), директор Ярославской опытной станции животноводства (1957—1961), заместитель директора ВИЖ по научной работе (1961—1968).
В 1968—1972 старший учёный секретарь, в 1972—1974 заместитель академика-секретаря Отделения животноводства ВАСХНИЛ.
В 1974—1979 директор Северо-Западного НИИ молочного и лугопастбищного хозяйства. В 1979—1983 заведующий отделом кормления с.-х. животных ВИЖ.
В 1983—2003 заведующий межкафедральной зоотехнической лабораторией МСХА, заместитель декана зооинженерного факультета по научной работе.
Доктор с.-х. наук (1971), профессор (1982), академик РАСХН (1993).
Занимался разработкой новых детализированных норм кормления с.-х. животных. Автор научных исследований по минеральному питанию крупного рогатого скота, рациональному использованию концентрированных кормов, синтетических азотистых веществ в кормлении жвачных животных, технологии производства и использования экструдированных кормов.
Награждён 5 медалями СССР и Российской Федерации. Опубликовал 4 монографии. Имеет 3 авторских свидетельства на изобретения.

## Написанные книги
- Нормы и рационы кормления сельскохозяйственных животных: Справ. пособие / Соавт.: А. П. Калашников и др. — М.: Агропромиздат, 1985. — 352 с.
- Кормление молодняка крупного рогатого скота. — М.: Агропромиздат, 1987. — 272 c.
- Минеральное питание скота на комплексах и фермах / Соавт.: М. Ш. Магомедов, А. М. Венедиктов. — М.: Россельхозиздат, 1987. — 188 [3] с.
- Интенсивные технологии производства молока: опыт передовых хозяйств / Соавт.: В. А. Клюев и др. — М.: Агропромиздат, 1988. — 256 с.
- Системы выращивания крупного рогатого скота / Соавт.: В. Н. Клейменов, А. Н. Клейменов. — М.: Росагропромиздат, 1989. — 320 с. — (Науч.-техн. прогресс в АПК).
- Нормы и рационы кормления сельскохозяйственных животных. Крупный рогатый скот: Справ. пособие / Соавт.: А. П. Калашников и др. — М.: Знание, 1994. Ч. 1. — 400 с.